# Jesper Løvdal
Jesper Løvdal (* 12. September 1969) ist ein dänischer Jazzmusiker (Saxophone, Klarinette, Bassklarinette und Komposition).

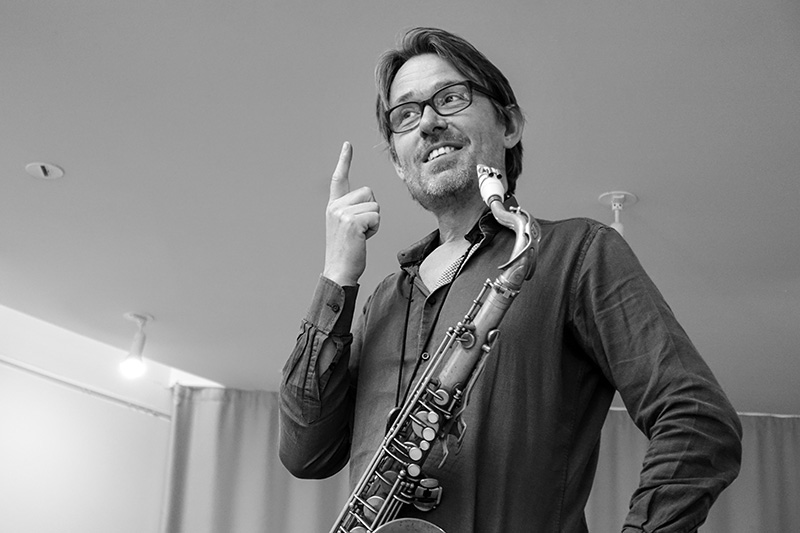
Jesper Løvdal 2017,
Foto Hreinn Gudlaugsson

## Leben und Wirken
Løvdal hatte ab 1977 Klavierunterricht an der Musikschule in Hillerød, hörte nach drei Jahren aber auf, bevor er 1983 das Saxophon für sich entdeckte. Ab 1986 nahm er an verschiedenen Workshops teil, wo er von Bob Rockwell, Tomas Franck, Kenny Werner und Jukkis Uotila angeleitet wurde. 1993 erwarb er den Bachelor in Musik und Kulturinformatik (Humanistic Informatics) an der Universität Kopenhagen und studierte dann 1993/94 an der The New School of Jazz and Contemporary Music in New York. Dort spielte er u. a. mit Billy Harper, Dave Liebman, Lee Konitz, Clark Terry, Maria Schneider, Reggie Workman, Bill Evans und Richie Beirach. 2001 schloss er seine Studien mit dem Diplom am Rytmisk Musikkonservatorium in Kopenhagen ab. 
Løvdal spielte zunächst im Axel Boys Quartet. Seit den 2000er Jahren wirkte er u. a. bei Aufnahmen von Ib Glindemann, Mårten Lundgren, Benjamin Koppel (Babop), Lilly-Ann Hertzman sowie den Bands Out to Lunch und Little Red Big Bang mit. Seit 2004 nahm er unter eigenen Namen auf, u. a. mit seiner Formation Lovedale. 2000 wurde Løvdal Mitglied der dänischen Komponisten-Vereinigung Danske Jazz, Beat og Folkemusik Autorer; 2001 war er im Vorstand der Dänischen Jazzföderation. Er ist Vorsitzender der Dansk Jazzmusikerforening.

## Preise und Auszeichnungen
Løvdal gewann 1998 den Wettbewerb beim Festival in Gexto mit seiner Band Out to Lunch. Im selben Jahr erhielt er den ersten Preis für das beste Arrangement einer vorgegebenen Komposition beim Eurocontest 1998. Das Amt 
Frederiksborg verlieh ihm 2002 seinen Kulturpreis. 

## Diskographische Hinweise
- Lovedale Green Sounds (2007) mit Nils Wogram, Anders Mogensen, Jacob Anderskov
- Jesper Lovdal & Mark Solborg: Ventilator (Ilk, 2007)
- Free Fall (Ilk, 2008), mit Sam Yahel, Jonas Westergaard, Jeff Ballard
- Lovedale Coziness Kills (2009)
- Jesper Løvdal & Günter Baby Sommer (Ilk 2012)
- Jesper Løvdal / Butch Lacy / Mark Dresser / Kresten Osgood Being Playing (Ilk 2016)